# Tristerix secundus
Tristerix secundus är en tvåhjärtbladig växtart som först beskrevs av George Bentham, och fick sitt nu gällande namn av J. Kuijt. Tristerix secundus ingår i släktet Tristerix och familjen Loranthaceae. Inga underarter finns listade i Catalogue of Life.